# Överlevarna (TV-serie)
The Survivors är en australisk dramaserie som hade premiär på Netflix den 6 juni 2025. Serien består av sex avsnitt.

## Handling
För femton år sedan drabbades den lilla turistorten Evelyn Bay av en fruktansvärd storm, och tre unga människor miste livet. Kieran förlorade sin äldre bror, Finn. Mia förlorade sin bästa vän, Gabby. Även Finns bästa vän, Toby, dog. Kieran och Mia hanterade sina känslor av skuld och ansvar genom att fly.

## Rollista (i urval)
- Charlie Vickers - Kieran Elliott
- Yerin Ha - Mia Chang
- Robyn Malcolm - Verity Elliott
- Damien Garvey - Brian Elliott
- Catherine McClements - Trish
- Don Hany - George Barlin
- Jessica De Gouw - Olivia Birch
- George Mason - Ash Carter
- Martin Sacks - Julian Gilroy
- Miriama Smith - Sue Pendlebury